# Fokion Negris

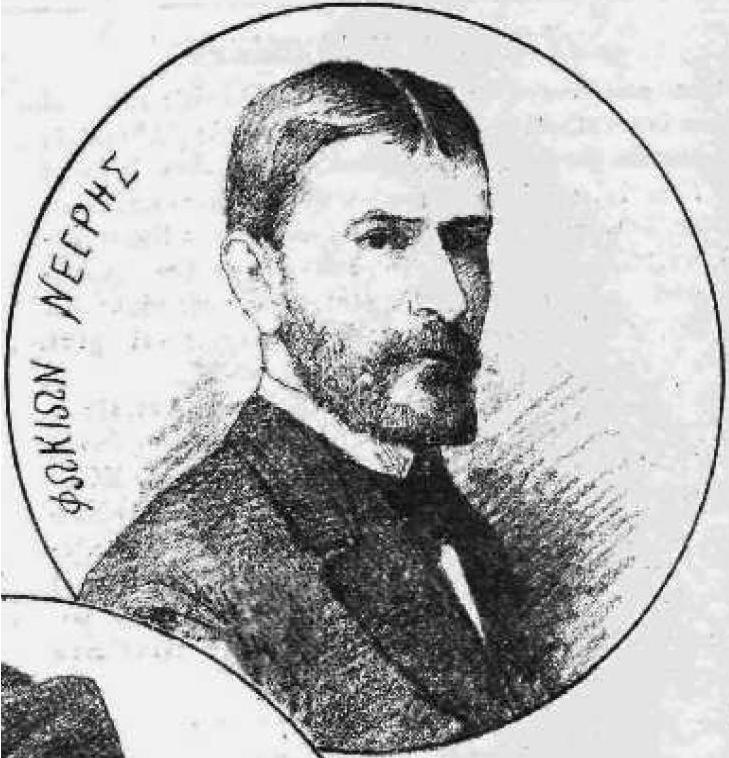
Fokion Negris, Holzschnitt aus der Zeitschrift Asty, 1887

Fokion Negris (griechisch Φωκίων Νέγρης, auch Phokion Negris, * 13. April 1846 in Istanbul; † 15. Januar 1928 in Athen) war ein griechischer Wissenschaftler und Politiker.

## Biografie
Negris entstammte einer vornehmen phanariotischen Familie. Er lebte in seiner Kindheit in Paris, wo er an der École polytechnique  und der mathematischen Fakultät der Sorbonne studierte. Im Jahr 1870 zog er nach Griechenland um. Von 1875 bis 1886 und von 1894 bis 1899 war er Direktor der Minengesellschaft von Lavrio und betrieb dort die Reorganisation der Bergbautätigkeit, der technischen Ausrüstung und der Bahnverbindung Athen – Lavrio, die von der Griechischen Minengesellschaft als Erfüllung ihrer Steuerschuld finanziert wurde.
Von 1895 bis 1898 war er gleichzeitig Bürgermeister von Lavrio.
1898 wurde Negris erstmals als Abgeordneter in das Parlament gewählt und bis 1918 mehrfach wiedergewählt. Er war 1898 und 1901 Finanzminister in der zweiten und dritten Regierung Alexandros Zaimis in der schwierigen Epoche nach dem griechischen Staatsbankrott 1893 und dem verlorenen türkisch-griechischen Krieg von 1897 sowie der Errichtung der Internationalen Finanzkontrolle. Als Finanzminister schloss er wichtige Darlehen mit günstigen Konditionen für Griechenland für den Ausbau des Eisenbahnnetzes des Landes ab.
Federführend betrieb Negris die Einführung einer Sozialversicherung für Bergleute
Er war 1917 Verkehrsminister und 1918 Innenminister.
Wissenschaftlich befasste sich Negris mit Klimaforschung und der Geologie Griechenlands. 1926 wurde er zum Mitglied der Akademie von Athen ernannt und 1927 zu deren erstem Vorsitzenden gewählt.
Nach Negris ist ein eleganter Boulevard im Athener Stadtteil Kypseli benannt.